# Aeroportul Internațional Chicago Rockford
Aeroportul Internațional Chicago Rockford (IATA: RFD, ICAO: KRFD, FAA LID: RFD) este un aeroport din Illinois, Statele Unite ale Americii ce deservește zona Rockford. Aeroportul a fost tranzitat în 2019 de 233.534 de pasageri. A fost deschis în 1950 și numit după zona deservită.
Situat la o altitudine de 226 m, aeroportul dispune de 2 piste.

## Infrastructură

### Piste
Aeroportul dispune de 2 piste. Pista 01/19 are suprafața de asfalt și dimensiunile 8.200 picioare × 150 picioare. Pista 07/25 are suprafața de asfalt și dimensiunile 10.002 picioare × 150 picioare. 